# Macuas
Os macuas são um povo originário de Moçambique e da região de Mtwara, na Tanzânia, cuja religião é um misto de monoteísmo e animismo, e cujas aldeias eram dirigidas por sobas locais, com a assessoria de um conselho. A sociedade é fortemente matriarcal.
Em Moçambique, o povo macua lidera a maior parte da zona norte do país, e o norte da província da Zambézia. Emakuwa é a língua oficial do povo Macua. É o maior grupo étnico de Moçambique.

## História
A tradição oral macua diz que seus ancestrais foram o primeiro homem e a primeira mulher que surgiram no monte Namuli (a segunda montanha mais alta de Moçambique, e a montanha mais alta da província da Zambézia). As demais criaturas vivas teriam surgido nas montanhas próximas. Já os académicos têm dúvidas sobre o local de origem dos macuas: alguns apontam as montanhas, outros o oeste do lago Niassa (igualmente conhecido como lago Malaui), outros o norte (Tanzânia), outros o sul. Entretanto, eles concordam num ponto: por volta do primeiro milénio da era cristã, os macuas já haviam se constituído como grupo étnico no norte de Moçambique.
Os macuas são estreitamente relacionados com o povo animista marávi. E também têm um longo passado de conflitos com os ajauas, um povo muçulmano que praticava incursões em busca de escravos para comercializar.

### Metais, manufatura e comércio
O povo macua tem uma história documentada de processamento de minérios e fabricação de ferramentas.
O naturalista português da era colonial Manuel Galvão da Silva, por exemplo, descreveu minas de ferro do povo macua. De modo similar, o explorador francês Eugene de Froberville descreveu os métodos macuas de produção de ferro a partir do minério em um forno a lenha. O metal extraído era, então, transformado em machados, facas, lanças, anéis e outros artefatos.
Tradicionalmente, o povo macua tem se dedicado à agricultura e à caça, embora documentos da era medieval sugiram que os macuas também eram bem-sucedidos comerciantes e controlavam as rotas de comércio entre o lago Niassa e a costa atlântica, fazendo negócios rápidos com comerciantes suaílis (África oriental) e gujaratis (Índia) antes do início da era colonial. Entretanto, antes do século XVIII, o povo macua trocava, primariamente, comida, presas de marfim e produtos de metal, por tecido, sal e outros produtos, mas não estava envolvido no comércio de marfim ou ouro.

### Colonialismo e escravidão
Os portugueses que chegaram em Moçambique no começo do século XVI observaram a habilidade e as relações comerciais dos macuas. De modo geral, o povo macua foi pacífico em relação aos portugueses do século XVII até meados do século XVIII. Entretanto, com o aumento das plantações, do comércio de marfim e das incursões escravistas que capturavam macuas no século XVIII, o povo macua reagiu com uma guerra de 1749 em diante contra os portugueses e os grupos étnicos que apoiavam os interesses coloniais, e contra os sultões da costa africana do oceano Índico.
No começo do século XVIII, diz Edward Alpers, a demanda primária por escravos macuas, e moçambicanos em geral, não vinha de Portugal ou de suas colónias no Oceano Índico como Goa, porque havia muita mão de obra disponível no sul da Ásia e o império colonial português na Ásia era pequeno. A maior demanda vinha de árabes 'Umani que procuravam escravos para trabalho doméstico, e de franceses que precisavam de trabalhadores agrícolas para suas colónias nas ilhas vizinhas Comores, Reunião, Madagascar, Seicheles, Ilha de França (atual Maurícia) e outras. Com o crescimento dos interesses portugueses no Brasil e dos interesses de donos de plantações de outros impérios coloniais no Caribe, América do Norte e América do Sul, a demanda por escravos aumentou dramaticamente. O povo macua foi uma das maiores vítimas dessa demanda.
O povo macua também se tornou vítima de incursões escravistas vindas do norte. O povo Yao os atacou para atender às demandas escravistas dos árabes centrados em torno de Zanzibar. Depois de serem vítimas de incursões escravistas, os chefes macuas se juntaram ao lucrativo comércio no século XIX e passaram a atacar e vender povos vizinhos aos mesmos mercadores e exportadores.
De acordo com Hilary Palmer e Malyn Newitt, apesar de certos trágicos episódios relacionais que os desmentem, tais como aqueles contados pelo historiador Pe. Francisco de Santa Maria que aconteceram no final do século XVIII na Ilha de Moçambique, entre esse povo e os colonos portugueses que lá residiam, dizem que uma das estratégias usadas pelos escravistas árabes e africanos era desumanizar as comunidades macuas e lomwe, divulgando seus estereótipos de "tribos bárbaras e selvagens", que faziam com que os compradores de escravos entre 1800 e 1888 se sentissem justificados para "explorá-los e civilizá-los". No entanto, vários académicos atuais, perante certos dados históricos e o sucesso económico dos macuas sugerem que eles eram pacíficos e laboriosos.

## Religião
O povo macua segue, principalmente, sua religião tradicional (entre 66 e setenta por cento da população), que reverencia ancestrais e espíritos da natureza. A exceção é a população costeira, cujos comerciantes macuas, sob a influência de seus clientes suaíles-árabes, se converteram à escola xafeíta do islamismo sunita.
O povo macua chama os muçulmanos do litoral de maka, o que pode derivar de "Meca" segundo Kroger, mas também pode derivar da palavra macua para "sal" e "costa" segundo Alpers.

## A diáspora macua
O povo macua se distribuiu amplamente pelo mundo durante a era colonial. 